# Горбунов, Илья Павлович
Илья Павлович Горбунов (1906—1980) — участник Великой Отечественной войны, командир отделения 1185-го стрелкового полка 356-й стрелковой дивизии 61-й армии Центрального фронта, сержант. Герой Советского Союза.

## Биография
Родился 20 июля (2 августа по новому стилю) 1906 года в с. Кандабулак Российской империи, ныне Сергиевского района Самарской области, в семье крестьянина. Русский.
Окончил 6 классов. Работал трактористом, комбайнёром, шофёром, механизатором, председателем колхоза в Грачёвском районе Оренбургской области. Член ВКП(б)/КПСС с 1931 года.
В Красную Армию был призван Грачёвским РВК в октябре 1941 года. В боях Великой Отечественной войны — с ноября 1941 года. Воевал на Западном, Брянском, Центральном и Белорусском фронтах. Участвовал в оборонительных боях под Москвой, в Курской битве, освобождении Украины и Белоруссии. Пять раз был ранен и контужен.
Командир отделения 1185-го стрелкового полка сержант Илья Горбунов 1 октября 1943 года в числе первых на подручных средствах переправился через реку Днепр в районе деревни Новосёлки (Репкинский район Черниговской области). Тем самым его отделение содействовало переправе подразделений полка.
В 1945 году окончил Чкаловское танковое училище. С декабря 1945 года младший лейтенант Горбунов — в запасе.
Работал председателем колхоза, затем мастером дорожного участка.
Умер 26 июля 1980 года. Похоронен в районном центре Грачёвка Оренбургской области.

## Награды
- Герой Советского Союза — Указом Президиума Верховного Совета СССР «О присвоении звания Героя Советского Союза генералам, офицерскому, сержантскому и рядовому составу Красной Армии» от 15 января 1944 года за «образцовое выполнение боевых заданий командования по форсированию реки Днепр и проявленные при этом мужество и героизм»[3]
- Награждён орденами Ленина и Красной Звезды, а также медалями.